# Start (commande)
Pour les articles homonymes, voir Start.
Start est une commande disponible sous MS-DOS qui permet de démarrer un nouveau programme. Aujourd'hui, cette commande peut être utilisée dans un invite de commande Windows ou dans un fichier .bat. Par défaut, sans aucun paramètre, la commande ouvre une nouvelle console (cmd.exe).

## Paramètres de la commande
La commande start peut prendre différents paramètres qui modifient l'effet de la commande :
- « titre » : permet d'attribuer un titre à la prochaine console qui va s'ouvrir ;
- http://www.example.com : permet d'ouvrir un site web en utilisant le navigateur web configuré par défaut.

## Exemples
- start "Bonjour" ouvrira une nouvelle console (cmd.exe) avec comme titre de la fenêtre Bonjour[2]
- start http://www.google.com/ ouvrira une nouvelle page web dans le navigateur configuré par défaut